# Szojuz TM–4
Szojuz TM–4 szovjet személyzettel ellátott háromszemélyes, szkafanderes szállító űrhajó,

## Küldetés
Az csatlakozást követően mentő egységként, illetve visszatérő eszközként került alkalmazásra. Az űrhajó felépítése, technikai adatai megegyeznek a Szojuz TM–1 űreszközzel.

## Jellemzői
1987. december 21-én indították pályájára a Gagarin indítóállásról. Az orbitális egység pályája közel kör volt, perigeuma 337 kilométer, apogeuma 357 kilométer volt. Összesen 178 napot, 22 órát, 54 percet és 29 másodpercet töltött a világűrben.
A 4. szállító űrhajó, a 3. hosszú távú expedíciós személyzetet vitte a Mir űrállomáshoz. Anatolij Levcsenko a Buran űrrepülőgép kiképzett pilótájaként egy hétig ismerkedett az űrállomással. Az űrhajósok kicserélték szolgálati feladataikat, majd a leváltott páros visszatért a Földre. Az új legénység folytatta a biológiai kísérleteket, kristálynövekedést végeztek a Kvant-1 készülék segítségével. Számítógép segítségével mentési gyakorlatot végeztek. Folyamatosan vizsgálták a világűr jelenségeit – galaxisokat, sugárzási viszonyokat. Folyamatosan fényképeztek, adatokat továbbítottak a Földre. Látogatókat fogadtak a Szojuz TM–5, Szojuz TM–6 közreműködésével.
A Szojuz TM–6-tal érkező Valerij Vlagyimirovics Poljakov csatlakozott a szolgálatot teljesítő legénységhez. Egy 4 óra 25 perces űrséta alkalmával napkollektor-cserét végeztek, kihelyeztek új műszereket, leszerelték a régieket. A kutatási eredményeket a Progressz–34 teherűrhajóval küldték a Földre. Több alkalommal, összesen 5 óra 10 perces űrsétákkal a röntgen-távcsövet javították meg. Az utolsó űrsétát (4 óra 12 perc) a közelgő szovjet-francia Interkozmosz program előkészítése miatt végeztek.
1988. június 17-én a Szojuz TM–6 fedélzetén Tyitov, Manarov és a francia Jean-Loup Chrétien űrhajóssal földi parancsra belépett a légkörbe és hagyományos – ejtőernyős leereszkedés – módon visszatért a Földre, Zsezkazgantól 180 kilométerre.
Vlagyimir Tyitov és Musza Manarov 365 nap, 22 óra és 38 perces szolgálatával új világcsúcsot ért el a folyamatos világűrbeli tartózkodással.

## Személyzet
- Vlagyimir Georgijevics Tyitov az űrhajó parancsnoka
- Musza Hiramanovics Manarov mérnök pilóta
- Anatolij Szemjonovics Levcsenko kutatóűrhajós

### Tartalék személyzet
- Alekszandr Alekszandrovics Volkov parancsnok
- Alekszandr Jurjevics Kaleri mérnök pilóta
- Alekszandr Vlagyimirovics Scsukin kutatóűrhajós